# East Hanahai
East Hanahai – wieś w Botswanie w dystrykcie Ghanzi. Według spisu ludności z 2011 roku wieś liczyła 532 mieszkańców.